# 平坝马先蒿
平坝马先蒿（学名：Pedicularis ganpinensis）为列当科马先蒿属的植物，为中国的特有植物。分布于中国大陆的贵州等地，生长于海拔1,300米的地区，常生于山上草坡中。